# 組合式摺紙

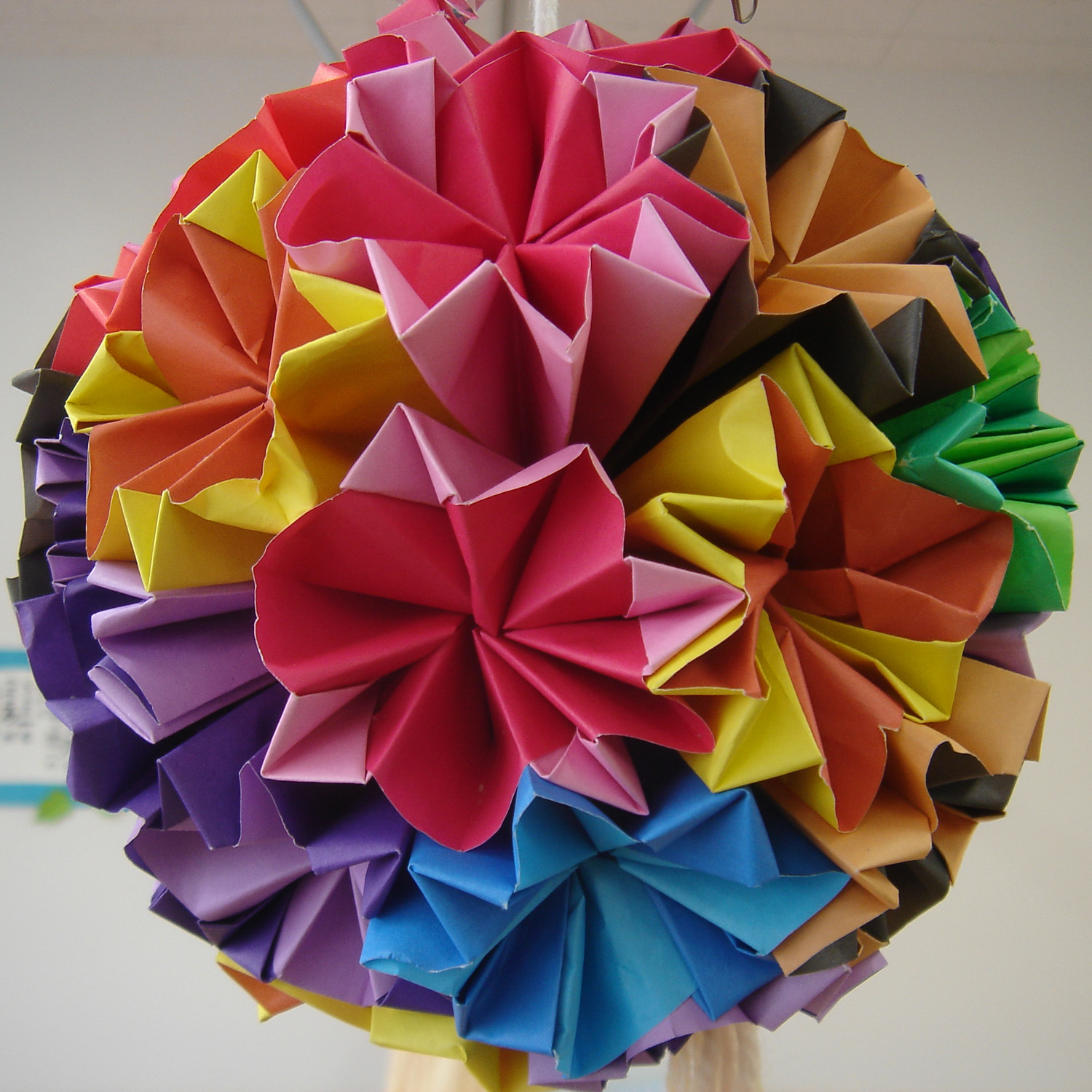
以組合式摺紙製作的花球。

組合式摺紙，是一種摺紙技巧，用多張紙張摺出製成品的不同部份並拼砌組合，所製成的作品比單一紙張能摺到的更複雜與巨大。不同的組件互相嶔入，以紙張的張力及摩擦力保持整個模型牢固地穏在一起。
普遍性常看到的複合式摺紙有鳯梨（呈現在果肉外觀上）及玫瑰花（呈現在花辦上）等。